# 巴尼奇
51°30′42″N 33°55′13″E / 51.51167°N 33.92028°E
巴尼奇（烏克蘭語：Баничі）是位於烏克蘭東北部的村莊，由蘇梅州紹斯特卡區的赫盧希夫市鎮負責管轄。該村處於埃斯曼河左岸，分別距離佩雷莫哈1公里和馬茨科韋1.5公里，海拔高度152米，2001年人口1,324。